# Franciscaines de la Très Pure Conception
Les Franciscaines de la Très Pure Conception sont une congrégation religieuse féminine hospitalière et enseignante de droit pontifical.

## Historique
Dans la nuit du 14 au 15 octobre 1879, des pluies torrentielles s'abattent sur Murcie et font déborder le fleuve Segura, qui fait de nombreux morts et des orphelins (appelée inondation de Sainte Thérèse (es) car elle a lieu le jour de la sainte Thérèse).
Paule de Jésus Gil Cano part de Carthagène et arrive à Murcie le 8 décembre 1879 pour apporter son aide surtout auprès des orphelines. Avec le franciscain observant Francisco Manuel Malo, elle fonde les sœurs franciscaines de la Très Pure Conceptionle 5 novembre 1879 et prononce ses vœux le 28 mai 1882 avec deux autres compagnes.
L'institut reçoit le décret de louange le 26 mars 1900 puis son approbation définitive le 6 juillet 1901. Il est agrégé à l'Ordre des Frères mineurs le 6 juillet 1903, et ses constitutions sont approuvées par le Saint-Siège le 14 septembre 1903.
Une sœur de la congrégation, Vincente Ivars Torres (1867-1936) meurt assassinée le 23 septembre 1936 lors de la guerre civile espagnole. Son procès de béatification est en cours.

## Activités et diffusion
Les sœurs se consacrent à l'enseignement, aux soins de santé, aux orphelins et aux personnes âgées.
Elles sont présentes en:
- Europe : Espagne.
- Amérique du Nord : Mexique.
- Amérique centrale : Costa Rica, Guatemala, Honduras, Nicaragua, Panama, Salvador.
- Amérique du sud : Bolivie.
- Antilles : Cuba.
- Afrique : Kenya, Mozambique.

La maison-mère à Madrid.
En 2017, la congrégation comptait 375 sœurs dans 59 maisons.